# Франса (футболист, р. 1995 г.)
 За другият футболист със същото име вижте Франса (футболист, р. 1976 г.).  
Карлос Енрике Франса Фрейрес (на португалски: Carlos Henrique França Freires), по-познат просто като Франса (на португалски: França), е бразилски футболист, който играе на поста дясно крило. Състезател на Локомотив (София).

## Кариера
На 6 юни 2022 г. Франса е обявен за ново попълнение на софийския Локомотив. Дебютира на 10 юли при загубата с 0:1 като домакин на Черно море.